# Ursus maritimus tyrannus
Ursus maritimus tyrannus je vymřelý poddruh medvěda ledního (Ursus maritimus), který je známý z jediného úlomku kosti loketní, která byla nalezena ve štěrcích řeky Temže v blízkosti Kew Bridge v Londýně. Tento poddruh pojmenoval finský paleontolog Björn Kurtén v roce 1964. Jednalo se pravděpodobně o relativně velkého téměř dospělého jedince. Po dokončení růstu by ulna měřila pravděpodobně 48,5 cm. Pro srovnání ulna dospělého medvěda ledního dosahuje délky 36 až 43 cm.
Podle nepublikované novější studie fosilie ve skutečnosti patří medvědu hnědému (Ursus arctos).